# Karl Lessig
Karl Leopold Lessig (* 27. Januar 1847 in St. Petersburg; † 12. Februar 1911 in Tschenstochau) war ein deutscher Eisenbahningenieur.

## Ausbildung
Karl Lessig, Sohn des Arztes Eduard Lessig (1810–1891) und dessen Frau Sophie geb. Fuchs († 1901), besuchte die Annenschule in St. Petersburg von 1859 bis 1862. Danach besuchte er ein Jahr lang die Karl-May-Schule und studierte anschließend bis 1866 Mathematik am Polytechnikum in Karlsruhe, wo er Mitglied der Burschenschaft Teutonia wurde. Danach studierte er bis 1869 am Polytechnikum in Riga.

## Beruflicher Werdegang
Lessig arbeitete 1869 an der Wladimir-Muromer Bahn. 1870 war er beim Bau der Rybinsk-Bologojer Bahn und an Vorarbeiten im Gouvernement Jekaterinoslaw beteiligt. Von 1871 bis 1874 war Lessig Distanz-Chef beim Bau der Morschansk-Sysraner Bahn. 1875 und 1876 war er beim Bau der Pferdeeisenbahn in St. Petersburg tätig, 1877 und 1878 beim Bau der Dammbrücke in Dobrusch. Von 1872 bis 1882 war er Gehilfe eines Abteilungschefs an der Uraler Bahn. Von 1882 bis 1892 Abteilungschef an der Moskau-Brester Bahn in Smolensk, von 1893 bis 1900 in Orscha, und 1900 und 1901 in Baryssau. Von 1902 bis 1903 war Lessig Chef der Irinowsker Bahn in St. Petersburg und 1903 bis 1908 an der Herby-Tschenstochauer Bahn in Tschenstochau.